# Urolophus
Urolophus é um género de peixe da família Urolophidae.

## Distribuição
O centro de biodiversidade é a Austrália, onde todas as 6 espécies de Trygonoptera e 15 das 22 espécies de Urolophus são endêmicas.

## Espécies
Este género contém as seguintes espécies:
- Urolophus armatus
- Urolophus aurantiacus
- Urolophus bucculentus
- Urolophus circularis
- Urolophus cruciatus
- Urolophus deforgesi
- Urolophus expansus
- Urolophus flavomosaicus
- Urolophus gigas
- Urolophus javanicus
- Urolophus kaianus
- Urolophus lobatus
- Urolophus mitosis
- Urolophus neocaledoniensis
- Urolophus papilio
- Urolophus paucimaculatus
- Urolophus piperatus
- Urolophus kapalensis
- Urolophus sufflavus
- Urolophus viridis
- Urolophus westraliensis
- Urolophus orarius